# 山神孝志
山神 孝志（やまがみ たかし、1966年11月25日 - ）は、日本のラグビー指導者。

## プロフィール
- 岡山県岡山市出身。
- 現役時代のポジションはフランカー(FL)。

## 略歴
高校時代は野球部で大学からラグビーを始めた。
岡山朝日高校、同志社大学、クボタ(現・クボタスピアーズ)を経て、現役引退後には2006年、クボタスピアーズの監督に就任。4年間務めた。
2013年、同志社大学ラグビー部の監督に就任。2015年には監督として同志社大学8年ぶりの関西大学Aリーグ優勝を果たす。
そして2017年、同志社大学の監督退任後、同年には男子15人制日本代表の強化副委員長（ユース統括）に就任。